# دایموند-استار موتور
دایموند-استار موتور (انگلیسی: Diamond-Star Motors) شرکت خودروسازی آمریکایی است، که در سال ۱۹۸۵ تأسیس شد.